# Bank von Mosambik
Die Banco de Moçambique (BM) ist die Zentralbank von Mosambik. Als Notenbank ist sie für die Ausgabe von Banknoten des Meticals zuständig. Sie hat ihren Sitz in der Nummer 1695 der Avenida 25 de Setembro in der Hauptstadt Maputo. Gouverneur der Bank ist Rogério Lucas Zandamela.

## Geschichte
In den Portugiesischen Kolonien fungierte seit 1864 die portugiesische Banco Nacional Ultramarino (BNU) als Zentralbank. In Mosambik gab sie den Mosambikanischen Escudo heraus, der fest an den Portugiesischen Escudo gekoppelt war.
Nach der Nelkenrevolution in Portugal am 25. April 1974 und dem Ende des Portugiesischen Kolonialkriegs folgte am 25. Juni 1975 die Ausrufung der unabhängigen Volksrepublik Mosambik. Bereits am 17. Mai 1975 war mit der Banco de Moçambique (BM) die Zentralbank des neuen Landes geschaffen worden, die nun die Geschäfte der BNU mit allen Aktiva und Passiva übernahm. Erster Gouverneur wurde Alberto Cassimo. Entsprechend der Planwirtschaft unter der Ein-Parteien-Regierung der FRELIMO war die BM sowohl Zentralbank als auch einzige Geschäftsbank Mosambiks. 1980 führte sie den Metical als Nachfolgewährung des Escudos ein.
1990 ging die Volksrepublik Mosambik in die Republik Mosambik über. Im Zuge der Hinwendung zur Marktwirtschaft wurde das Geschäftsbankensegment der BM 1992 in die neugegründete Banco Comercial de Moçambique ausgegliedert, und die BM fortan als reine Zentralbank konstituiert. 2006 führte die BM im Zuge einer Währungsreform den neuen Metical ein.

## Filialen
Die Bank von Mosambik agiert vornehmlich in der Hauptstadt, wo sie ihren Hauptsitz in der Avenida 25 de Setembro hat. Des Weiteren betreibt die Zentralbank Filialen in Beira (Provinz Sofala), Nampula (Provinz Nampula), Maxixe (Provinz Inhambane), Quelimane (Provinz Zambézia), Tete (Provinz Tete), Pemba (Provinz Cabo Delgado) sowie Lichinga (Provinz Niassa).

## Gouverneure
- Alberto Cassimo (1975–1978)
- Sérgio Vieira (1978–1981)
- Prakash Ratilal (1981–1986)
- Eneas Comiche (1986–1991)
- Adriano Maleiane (1991–2006)
- Ernesto Gouveia Gove (2006–2016)[3]

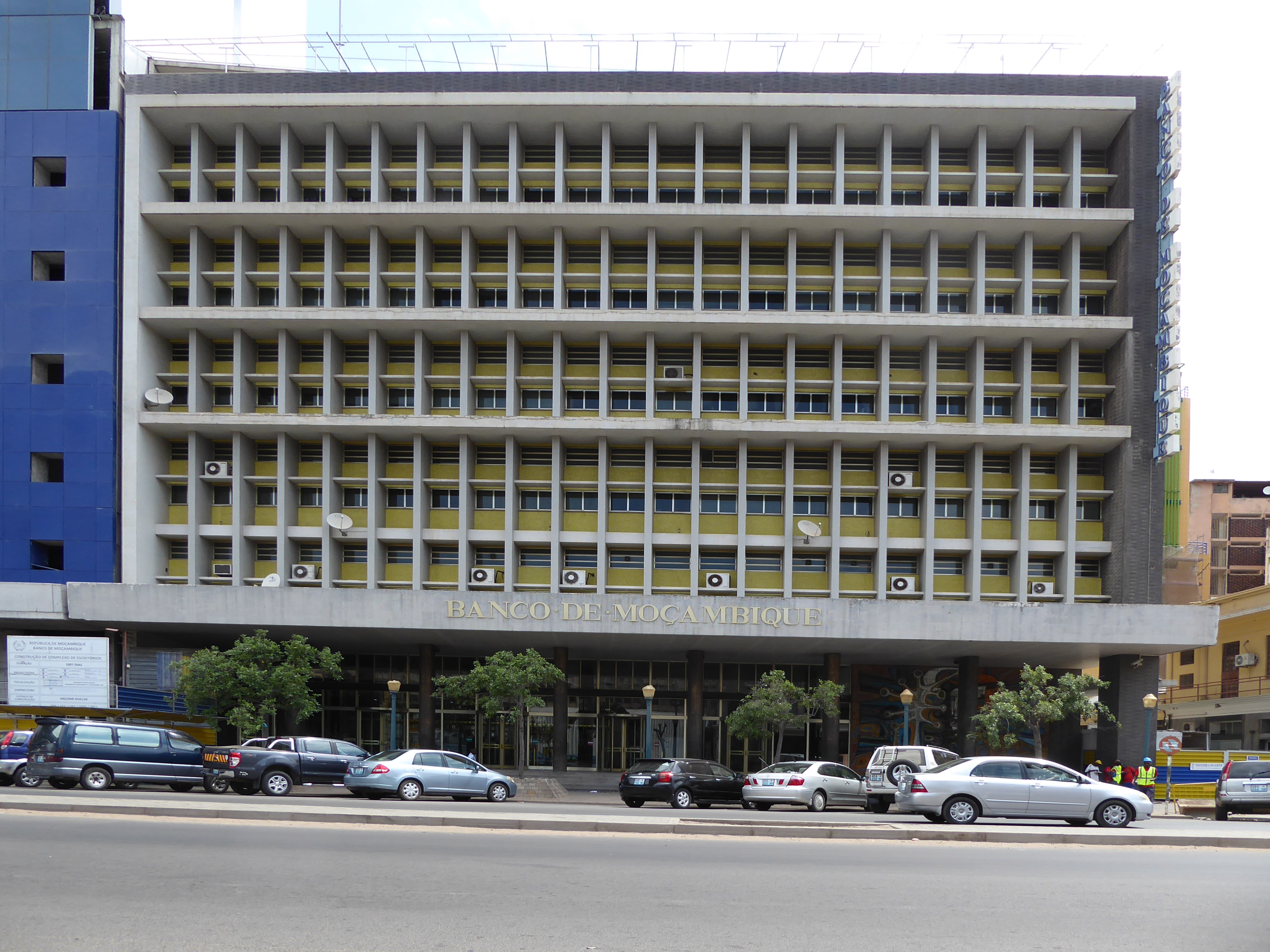
Sitz der mosambikanischen Zentralbank in der Avenida 25 de Setembro in der Innenstadt Maputos. Das Gebäude wurde bis 1967 für den mosambikanischen Sitz der Banco Nacional Ultramarino errichtet, entworfen von José Gomes Bastos und Marcos Miranda Guedes

- Rogério Lucas Zandamela (seit 2016)[4]